# 가네코 마코토 (야구인)
가네코 마코토(일본어: 金子 誠, かねこ まこと, 1975년 11월 8일~)는 일본의 야구 선수, 지도자이다. 현재 퍼시픽 리그인 홋카이도 닛폰햄 파이터스의 1군 내야 야수종합코치 겸 타격코치를 맡고 있다.
애칭은‘맥’(マック), ‘마코’(マコ)이다.

## 생애

### 프로 입단 전
조소가쿠인 고등학교 시절 고시엔 대회에는 춘계와 하계 대회를 합해 3차례나 출전했고 고교 시절에 유격수를 맡았다. 3학년 때 하계(1993년, 제75회 선수권 대회) 대회의 준결승전에서는 도이 요시히로가 소속된 가스카베 공영고등학교에게 패했지만 이 대회에서는 전 경기 모두 안타를 기록했다. 같은 해 가을에 있은 프로 야구 드래프트 회의에서는 닛폰햄 파이터스로부터 3순위 지명을 받고 입단했다.

### 프로 입단 후

#### 1994년 ~ 2002년
이듬해 1994년에는 2군에서만 뛰었고, 그 다음해인 1995년 4월 2일에는 긴테쓰 버펄로스전(2차전, 후지이데라 구장)에서 이가라시 신이치의 대주자로서 출전했다. 3년차인 1996년에는 주전 2루수가 되어 타율 2할 6푼 1리와 퍼시픽 리그 최다 기록인 38개의 희생타를 기록하는 등 그 해의 퍼시픽 리그 신인왕으로 선정되었다. 같은 해 센트럴 리그의 신인왕은 같은 고등학교 선배이기도 한 니시 도시히사였다.
1997년에는 처음으로 두 자릿수 홈런(12개), 타율 2할 7푼 7리를 기록했고 그 해에는 1표 차이로 골든 글러브상 수상을 놓쳤지만 이듬해 1998년과 1999년에는 2년 연속으로 골든 글러브상을 수상했다. 2002년이 되면서 지금까지 주전 유격수였던 다나카 유키오가 3루수로 변경한 것에 의해 유격수로 자리를 옮겼다. 또, 형으로서 그리워하고 있던 가타오카 아쓰시가 한신 타이거스에 이적하면서 가타오카가 착용하고 있던 등번호 8번을 물려받았다.

#### 2003년 ~ 2005년
2003년부터 2005년까지는 극심한 타격 부진으로 인해 뚜렷한 활약은 없었지만 2004년에는 아테네 올림픽 국가대표팀 선수로 발탁되어 팀의 동메달 획득에 기여했다. 2005년에는 트레이 힐만 감독(당시)으로부터 출루율이 낮았다는 지적을 받아 새로 입단한 외국인 선수였던 에릭 알몬테에게 주전 유격수 자리를 빼앗겨 시즌 개막은 2군에서 시작했다. 알몬테의 부진에 의해서 5월에는 1군에 승격, 주전으로 복귀했다. 시즌 종료 후 삿포로 그랜드 호텔에서 구단 측이 주최한 디너쇼에 출연하여 팬층 확보에 노력했다.

#### 2006년
그 해에 닛폰햄 선수회장으로 취임했고 정규 시즌에서는 126경기에 출전해 타율 2할 5푼 4리와 시즌 100안타를 기록하면서 4년 만에 세 자릿수 안타 기록을 세웠으며 팀의 리그 우승과 일본 시리즈 우승 달성에 기여했다.

#### 2007년
팀의 주장으로 발탁되면서 시즌 초반에는 팀 타선 전체가 저조할 정도의 침체를 겪고있는 와중에 가네코의 타격이 호조를 이루면서 클린업을 맡아 주로 9번 타자로서 활약했다. 타율 2할 4푼 3리(리그 최하위)이면서도 득점권 타율은 2할 8푼 5리를 남겨 팀내 3위인 53타점을 기록했다.

#### 2008년
개막 이후부터 타격 부진과 부상이 있을 정도의 극심한 침체를 겪었지만 9월 이후에 회복되면서 타율과 홈런 개수는 전년도보다 크게 떨어졌다. 시즌 종료 후 유격수였던 니오카 도모히로가 트레이드로 닛폰햄에 입단한 것에 대해서 큰 기대를 나타냈는데 가네코의 남동생은 긴키 대학 출신이며, 니오카의 1년 후배에 해당된다.

#### 2009년
선수회장의 자리를 팀의 후배인 다나카 겐스케에게, 주장의 자리도 이나바 아쓰노리에게 각각 넘겨주었고 정규 시즌에서는 4월 7일의 지바 롯데 마린스전에서 15일의 오릭스 버펄로스전에 걸쳐 일본 프로 야구 신기록이 되는 7경기 연속 2루타를 때려낸 것과 월간 타율 4할 2푼 3리를 기록한 공로로 퍼시픽 리그 월간 MVP(야수 부문)에 선정되었다. 최종적으로 1997년 이후의 두 자릿수 홈런과 처음으로 3할 대의 타율을 기록했다.
본인으로서는 세 번째가 되는 골든 글러브상을 수상했는데 과거의 두 차례는 2루수 부문이었고 유격수 부문에서는 처음이었다. 이러한 활약을 평가받아 12월 10일에는 구단과의 재계약 협상 결과, 자신에게 있어서는 처음으로 1억 엔이 넘은 1억 3,500만 엔(추정)의 연봉으로 다음 시즌의 계약을 맺었다. 연봉 1억 엔이 넘은 것은 17년째의 일이며 닛폰햄 구단 역사상 가장 늦은 기록이었다.

#### 2010년
개막을 앞둔 시점에서 아킬레스건 통증과 고관절 통증으로 인해 2군에서 시즌 개막을 맞이했다. 그 후 1군에 복귀하면서 77경기에 출전했지만 거듭된 부상과 극심한 타격 부진으로 인해 암울한 시즌을 보냈다.

#### 2011년
부상의 배려로 이이야마 유지, 이마나미 다카히로 등과 병용되면서 한 번도 2군에 내려가는 일도 없이 시즌을 극복했지만 타격 성적과 수비 성적 모두 침체되었다.

## 상세 정보

### 출신 학교
- 조소가쿠인 고등학교

### 선수 경력
프로팀 경력
- 닛폰햄 파이터스·홋카이도 닛폰햄 파이터스(1994년 ~ 2014년)

국가 대표 경력
- 2004년 아테네 올림픽 일본 국가대표

### 지도자경력
- 홋카이도 닛폰햄 파이터스 팀 통할 본부 특명 코치(2015년 ~ 2017년)
- 홋카이도 닛폰햄 파이터스 1군 내야 수비 코치(2018년 ~ 2018년)
- 홋카이도 닛폰햄 파이터스 1군 타격 코치 겸 작전 코치(2019년)
- 홋카이도 닛폰햄 파이터스 1군 야수 종합 코치(2020년 ~ 2021년)
- 홋카이도 닛폰햄 파이터스 1군 야수 종합 코치 겸 타격 코치(2022년 ~ )

### 기타 경력
- 홋카이도 닛폰햄 파이터스 선수회장(2006년 ~ 2008년)

### 수상·타이틀 경력

#### 수상
- 신인왕(1996년)
- 도쿄 돔 MVP: 1회(1997년)
- 베스트 나인: 1회(1999년) ※2루수 부문.
- 골든 글러브상: 3회(1998년, 1999년, 2009년)[2]
- 월간 MVP: 1회(2009년 4월)
- 지바 현 지사상(2004년)[3]

#### 국제 대회
- 아테네 올림픽 동메달(2004년)

### 개인 기록

#### 첫 기록
- 첫 출장: 1995년 4월 2일, 대 긴테쓰 버펄로스 2차전(후지이데라 구장), 9회초에 이가라시 신이치의 대주자로서 출장
- 첫 선발 출장: 1995년 10월 3일, 대 세이부 라이온스 13차전(세이부 라이온스 구장), 8번·2루수로서 선발 출장
- 첫 안타: 상동, 7회초에 오노 가즈요시로부터
- 첫 타점: 1996년 4월 12일, 대 지바 롯데 마린스 1차전(도쿄 돔), 7회말에 에릭 힐만으로부터
- 첫 도루: 1996년 4월 17일, 대 후쿠오카 다이에 호크스 4차전(후쿠오카 돔), 8회초에 2루 안착(투수: 우치야마 도모유키, 포수: 요시나가 고이치로)
- 첫 희생타: 1996년 5월 2일, 대 세이부 라이온스 5차전(도쿄 돔), 6회말에 가토리 요시타카로부터
- 첫 홈런: 1996년 5월 5일, 대 긴테쓰 버펄로스 6차전(후지이데라 구장), 8회초에 이케우에 고이치로부터 솔로 홈런

#### 기록 달성 경력
- 통산 1000경기 출장: 2004년 4월 16일, 대 지바 롯데 마린스 4차전(도쿄 돔), 9번·유격수로서 선발 출장 ※역대 391번째
- 통산 1000안타: 2005년 8월 23일, 대 세이부 라이온스 15차전(인보이스 세이부 돔), 7회초에 오누마 고지로부터 중전 안타 ※역대 236번째
- 통산 200희생타: 2007년 8월 14일, 대 후쿠오카 소프트뱅크 호크스 15차전(후쿠오카 Yahoo! JAPAN 돔), 8회초에 와다 쓰요시로부터 ※역대 27번째
- 통산 1500경기 출장: 2008년 8월 18일, 대 후쿠오카 소프트뱅크 호크스 19차전(후쿠오카 Yahoo! JAPAN 돔), 9번·유격수로서 선발 출장 ※역대 162번째
- 통산 250희생타: 2010년 6월 5일, 대 요미우리 자이언츠 4차전(도쿄 돔), 6회초에 위르핀 오비스포로부터 투수 앞 희생타·야수 선택 ※역대 12번째
- 통산 1500안타: 2011년 4월 20일, 대 오릭스 버펄로스 2차전(홋토못토 필드 고베), 7회초에 고바야시 마사히데로부터 좌익선상 적시 2루타 ※역대 107번째

#### 기타
- 올스타전 출장: 3회(2002년, 2004년, 2009년)
- 5년 연속 수비율 1위: 1997년 ~ 2001년(2루수의 퍼시픽 리그 타이 기록)
- 1경기 5삼진: 1997년 6월 14일, 대 세이부 라이온스 13차전(세이부 라이온스 구장) ※역대 8번째(퍼시픽 리그 4번째)
- 1경기 유격수 최다 11개 보살: 2004년 7월 6일, 대 오사카 긴테쓰 버펄로스 14차전(삿포로 돔), 8회초에서의 수비 기록
- 7경기 연속 2루타 달성.[4]

### 등번호
- 30(1994년 ~ 2002년)
- 8(2003년 ~ 2014년)
- 88(2015년 ~ )

### 연도별 타격 성적
| 연 도      | 소 속      | 경 기 | 타 석 | 타 수 | 득 점 | 안 타 | 2 루 타 | 3 루 타 | 홈 런 | 루 타 | 타 점 | 도 루 | 도 루 자 | 희 생 번 | 희 생 플 | 볼 넷 | 고 4 | 사 구 | 삼 진 | 병 살 타 | 타 율 | 출 루 율 | 장 타 율 | O P S |
| ---------- | ---------- | ----- | ----- | ----- | ----- | ----- | ------- | ------- | ----- | ----- | ----- | ----- | -------- | -------- | -------- | ----- | ---- | ----- | ----- | -------- | ----- | -------- | -------- | ----- |
| 1995년     | 닛폰햄     | 4     | 6     | 6     | 0     | 2     | 1       | 0       | 0     | 3     | 0     | 0     | 0        | 0        | 0        | 0     | 0    | 0     | 0     | 1        | .333  | .333     | .500     | .833  |
| 1996년     | 닛폰햄     | 117   | 465   | 395   | 50    | 103   | 14      | 2       | 4     | 133   | 33    | 15    | 2        | 38       | 4        | 25    | 0    | 3     | 67    | 5        | .261  | .307     | .337     | .644  |
| 1997년     | 닛폰햄     | 134   | 604   | 513   | 80    | 142   | 18      | 2       | 12    | 200   | 53    | 13    | 9        | 36       | 5        | 46    | 0    | 4     | 91    | 10       | .277  | .338     | .390     | .728  |
| 1998년     | 닛폰햄     | 127   | 442   | 380   | 53    | 100   | 10      | 2       | 4     | 126   | 26    | 11    | 3        | 20       | 0        | 40    | 0    | 2     | 42    | 7        | .263  | .336     | .332     | .668  |
| 1999년     | 닛폰햄     | 135   | 473   | 416   | 56    | 114   | 17      | 3       | 3     | 146   | 29    | 4     | 6        | 18       | 0        | 38    | 0    | 1     | 65    | 11       | .274  | .336     | .351     | .687  |
| 2000년     | 닛폰햄     | 113   | 445   | 402   | 53    | 93    | 12      | 1       | 3     | 116   | 31    | 12    | 4        | 15       | 0        | 26    | 1    | 2     | 40    | 5        | .231  | .281     | .289     | .570  |
| 2001년     | 닛폰햄     | 140   | 559   | 501   | 57    | 127   | 22      | 2       | 8     | 177   | 56    | 9     | 9        | 10       | 4        | 38    | 3    | 6     | 65    | 4        | .253  | .311     | .353     | .665  |
| 2002년     | 닛폰햄     | 104   | 434   | 393   | 46    | 112   | 19      | 3       | 6     | 155   | 29    | 9     | 4        | 17       | 1        | 19    | 1    | 4     | 44    | 2        | .285  | .324     | .394     | .718  |
| 2003년     | 닛폰햄     | 117   | 409   | 373   | 42    | 91    | 19      | 2       | 3     | 123   | 33    | 8     | 6        | 6        | 5        | 22    | 2    | 3     | 61    | 10       | .244  | .288     | .330     | .618  |
| 2004년     | 닛폰햄     | 109   | 372   | 332   | 42    | 85    | 15      | 1       | 3     | 111   | 39    | 5     | 2        | 6        | 2        | 28    | 0    | 4     | 86    | 7        | .256  | .320     | .334     | .654  |
| 2005년     | 닛폰햄     | 79    | 230   | 208   | 19    | 50    | 9       | 1       | 4     | 73    | 24    | 2     | 2        | 8        | 1        | 13    | 1    | 0     | 33    | 3        | .240  | .284     | .351     | .635  |
| 2006년     | 닛폰햄     | 126   | 439   | 393   | 44    | 100   | 26      | 3       | 6     | 150   | 40    | 7     | 1        | 15       | 4        | 24    | 3    | 3     | 63    | 5        | .254  | .300     | .382     | .681  |
| 2007년     | 닛폰햄     | 132   | 470   | 419   | 34    | 102   | 15      | 4       | 4     | 137   | 53    | 9     | 5        | 20       | 0        | 27    | 0    | 4     | 78    | 9        | .243  | .296     | .327     | .623  |
| 2008년     | 닛폰햄     | 96    | 331   | 291   | 24    | 63    | 16      | 0       | 2     | 85    | 29    | 0     | 1        | 13       | 5        | 20    | 0    | 2     | 76    | 5        | .216  | .267     | .292     | .559  |
| 2009년     | 닛폰햄     | 136   | 510   | 454   | 58    | 138   | 31      | 2       | 14    | 215   | 66    | 6     | 4        | 22       | 4        | 27    | 0    | 3     | 88    | 8        | .304  | .344     | .474     | .818  |
| 2010년     | 닛폰햄     | 77    | 291   | 264   | 30    | 69    | 10      | 0       | 5     | 94    | 34    | 2     | 2        | 15       | 0        | 12    | 0    | 0     | 60    | 7        | .261  | .293     | .356     | .650  |
| 2011년     | 닛폰햄     | 98    | 279   | 256   | 18    | 60    | 7       | 1       | 3     | 78    | 20    | 0     | 1        | 12       | 0        | 11    | 0    | 0     | 49    | 5        | .234  | .266     | .305     | .571  |
| 2012년     | 닛폰햄     | 103   | 311   | 277   | 21    | 63    | 18      | 0       | 0     | 81    | 22    | 1     | 4        | 17       | 2        | 15    | 0    | 0     | 53    | 2        | .227  | .265     | .292     | .560  |
| 2013년     | 닛폰햄     | 32    | 56    | 50    | 3     | 10    | 0       | 0       | 0     | 10    | 1     | 0     | 0        | 4        | 0        | 1     | 0    | 1     | 18    | 1        | .200  | .231     | .200     | .431  |
| 통산: 19년 | 통산: 19년 | 1979  | 7126  | 6323  | 730   | 1624  | 279     | 29      | 84    | 2213  | 618   | 113   | 65       | 292      | 37       | 432   | 11   | 42    | 1079  | 107      | .257  | .307     | .350     | .657  |

- 2013년 기준, 굵은 글씨는 시즌 최고 성적.

### 연도별 수비 성적
| 연도 | 1루  | 1루  | 1루  | 1루  | 1루  | 1루    | 2루  | 2루  | 2루  | 2루  | 2루  | 2루    | 3루  | 3루  | 3루  | 3루  | 3루  | 3루    | 유격 | 유격 | 유격 | 유격 | 유격 | 유격   |
| 연도 | 경기 | 척살 | 보살 | 실책 | 병살 | 수비율 | 경기 | 척살 | 보살 | 실책 | 병살 | 수비율 | 경기 | 척살 | 보살 | 실책 | 병살 | 수비율 | 경기 | 척살 | 보살 | 실책 | 병살 | 수비율 |
| ---- | ---- | ---- | ---- | ---- | ---- | ------ | ---- | ---- | ---- | ---- | ---- | ------ | ---- | ---- | ---- | ---- | ---- | ------ | ---- | ---- | ---- | ---- | ---- | ------ |
| 1995 | -    | -    | -    | -    | -    | -      | 3    | 1    | 1    | 0    | 1    | 1.000  | -    | -    | -    | -    | -    | -      | -    | -    | -    | -    | -    | -      |
| 1996 | -    | -    | -    | -    | -    | -      | 116  | 269  | 327  | 15   | 56   | .975   | -    | -    | -    | -    | -    | -      | -    | -    | -    | -    | -    | -      |
| 1997 | -    | -    | -    | -    | -    | -      | 132  | 343  | 456  | 11   | 110  | .986   | -    | -    | -    | -    | -    | -      | 3    | 8    | 13   | 0    | 3    | 1.000  |
| 1998 | -    | -    | -    | -    | -    | -      | 125  | 260  | 364  | 9    | 71   | .986   | -    | -    | -    | -    | -    | -      | 10   | 1    | 11   | 0    | 1    | 1.000  |
| 1999 | -    | -    | -    | -    | -    | -      | 129  | 319  | 405  | 7    | 81   | .990   | 10   | 9    | 16   | 2    | 1    | .926   | 5    | 4    | 4    | 0    | 2    | 1.000  |
| 2000 | -    | -    | -    | -    | -    | -      | 112  | 250  | 368  | 7    | 81   | .989   | -    | -    | -    | -    | -    | -      | 1    | 0    | 1    | 0    | 0    | 1.000  |
| 2001 | -    | -    | -    | -    | -    | -      | 140  | 352  | 439  | 10   | 103  | .988   | -    | -    | -    | -    | -    | -      | 1    | 0    | 0    | 0    | 0    | ----   |
| 2002 | -    | -    | -    | -    | -    | -      | 23   | 33   | 65   | 1    | 11   | .990   | -    | -    | -    | -    | -    | -      | 83   | 103  | 227  | 8    | 41   | .976   |
| 2003 | -    | -    | -    | -    | -    | -      | -    | -    | -    | -    | -    | -      | -    | -    | -    | -    | -    | -      | 116  | 185  | 346  | 13   | 83   | .976   |
| 2004 | -    | -    | -    | -    | -    | -      | -    | -    | -    | -    | -    | -      | -    | -    | -    | -    | -    | -      | 109  | 173  | 316  | 13   | 71   | .974   |
| 2005 | -    | -    | -    | -    | -    | -      | -    | -    | -    | -    | -    | -      | -    | -    | -    | -    | -    | -      | 79   | 106  | 191  | 4    | 52   | .987   |
| 2006 | -    | -    | -    | -    | -    | -      | -    | -    | -    | -    | -    | -      | -    | -    | -    | -    | -    | -      | 126  | 198  | 391  | 10   | 90   | .983   |
| 2007 | -    | -    | -    | -    | -    | -      | -    | -    | -    | -    | -    | -      | -    | -    | -    | -    | -    | -      | 132  | 172  | 408  | 12   | 80   | .980   |
| 2008 | -    | -    | -    | -    | -    | -      | -    | -    | -    | -    | -    | -      | -    | -    | -    | -    | -    | -      | 96   | 142  | 287  | 2    | 54   | .995   |
| 2009 | -    | -    | -    | -    | -    | -      | -    | -    | -    | -    | -    | -      | -    | -    | -    | -    | -    | -      | 136  | 203  | 446  | 8    | 76   | .988   |
| 2010 | -    | -    | -    | -    | -    | -      | -    | -    | -    | -    | -    | -      | -    | -    | -    | -    | -    | -      | 77   | 113  | 261  | 10   | 59   | .974   |
| 2011 | -    | -    | -    | -    | -    | -      | -    | -    | -    | -    | -    | -      | -    | -    | -    | -    | -    | -      | 97   | 114  | 246  | 11   | 40   | .970   |
| 2012 | -    | -    | -    | -    | -    | -      | -    | -    | -    | -    | -    | -      | -    | -    | -    | -    | -    | -      | 103  | 143  | 295  | 6    | 43   | .986   |
| 2013 | 2    | 2    | 0    | 0    | 1    | 1.000  | 11   | 17   | 21   | 3    | 7    | .927   | 9    | 3    | 4    | 0    | 1    | 1.000  | 3    | 2    | 6    | 0    | 0    | 1.000  |
| 통산 | 2    | 2    | 0    | 0    | 1    | 1.000  | 791  | 1844 | 2446 | 63   | 521  | .986   | 19   | 12   | 20   | 2    | 2    | .941   | 1177 | 1667 | 3449 | 97   | 695  | .981   |

- 2013년 기준, 굵은 글씨는 시즌 최고 성적.